# 이영욱 (1985년)
이영욱(李英旭, 1985년 10월 11일 ~ )은 전 KBO 리그 KIA 타이거즈의 외야수이다.

## 삼성 라이온즈시절
2008년 신인 드래프트에서 2차 2라운드(전체 21순위) 지명을 받고 입단하였다. 입단 첫 해에는 입단 동기 외야수 좌타자 허승민에게 밀려 14경기에만 출전했다. 당시 군 복무 중이었던 강명구를 대신해 주로 대주자로 나왔으나 2009년부터 선발 출전하여 맹타를 보여 주었다. 주로 박한이의 백업으로 출전했고, 김상수처럼 빠른 발이 장점인 테이블 세터였다. 2009년 88경기, 2할후반 타율(193타수 68안타), 6홈런, 29타점, 45득점, 23도루를 기록하였다. 2010년에는 주전 중견수를 차지하여 한국시리즈까지 가는데 톱 타자로 활약을 많이 했다. 입대 전 2011년 한국시리즈 2차전에서 8회초 최동수의 안타 때 강력하고 정확한 홈 송구를 보여주며 강한 인상을 남겼다. 그의 홈 송구로 홈으로 들어오려던 주자 최정은 진갑용의 블로킹에 막혀 홈에서 아웃되었다. 그의 홈 송구로 인해 2011년 한국시리즈 2차전을 승리 할 수있었다.
2011년 한국시리즈는 삼성의 4승1패로 우승을 하였다.

## 상무 야구단시절
2011 시즌 후에 입대했다.

## 삼성 라이온즈복귀
2013년에 복귀하였다.

## KIA 타이거즈시절
2017년 11월 29일에 당시 KIA 타이거즈 소속이었던 한기주와의 1:1 트레이드를 통해 이적하였다.
2018년 10월 19일에 은퇴 하였다.

## 출신 학교
- 서울삼광초등학교
- 덕수중학교
- 중앙고등학교
- 동국대학교

## 통산 기록
| 연도 | 팀명  | 타율  | 경기 | 타수 | 득점 | 안타 | 2루타 | 3루타 | 홈런 | 루타 | 타점 | 도루 | 도실 | 볼넷 | 사구 | 삼진  | 병살 | 실책 |
| ---- | ----- | ----- | ---- | ---- | ---- | ---- | ----- | ----- | ---- | ---- | ---- | ---- | ---- | ---- | ---- | ----- | ---- | ---- |
| 2008 | 삼성  | 0.000 | 14   | 7    | 1    | 0    | 0     | 0     | 0    | 0    | 0    | 0    | 0    | 1    | 0    | 4     | 0    | 0    |
| 2009 | 삼성  | 0.289 | 88   | 193  | 45   | 68   | 12    | 5     | 6    | 85   | 29   | 23   | 2    | 19   | 3    | 35    | 4    | 3    |
| 2010 | 삼성  | 0.292 | 120  | 408  | 85   | 121  | 25    | 9     | 9    | 181  | 42   | 30   | 5    | 51   | 7    | 50    | 4    | 1    |
| 2011 | 삼성  | 0.282 | 111  | 203  | 55   | 67   | 15    | 4     | 6    | 87   | 20   | 21   | 2    | 21   | 4    | 23    | 1    | 1    |
| 2014 | 삼성  | 0.288 | 40   | 53   | 29   | 21   | 3     | 0     | 0    | 14   | 6    | 12   | 1    | 7    | 2    | 10    | 0    | 0    |
| 2015 | 삼성  | 0.227 | 38   | 22   | 8    | 5    | 2     | 0     | 0    | 7    | 2    | 5    | 1    | 3    | 1    | 5     | 0    | 0    |
| 2016 | 삼성  | 0.163 | 104  | 49   | 16   | 8    | 1     | 0     | 1    | 12   | 4    | 10   | 1    | 2    | 1    | 12    | 1    | 0    |
| 2017 | 삼성  | 0.000 | 6    | 4    | 0    | 0    | 0     | 0     | 0    | 0    | 0    | 0    | 0    | 0    | 0    | 3     | 0    | 0    |
| 2018 | KIA   | 0.125 | 14   | 16   | 0    | 2    | 0     | 0     | 0    | 2    | 1    | 5    | 0    | 0    | 0    | 4     | 0    | 0    |
| 통산 | 9시즌 | 0.283 | 535  | 955  | 239  | 292  | 58    | 18    | 22   | 388  | 104  | 106  | 12   | 104  | 18   | 26146 | 10   | 5    |